# Vittensjön
Vittensjön är en sjö i Lerums kommun i Västergötland och ingår i Göta älvs huvudavrinningsområde. Sjön har en area på 0,0556 kvadratkilometer och ligger 99,3 meter över havet.

## Delavrinningsområde
Vittensjön ingår i det delavrinningsområde (641763-128936) som SMHI kallar för Mynnar i Lärjeån. Medelhöjden är 92 meter över havet och ytan är 19,96 kvadratkilometer. Det finns inga avrinningsområden uppströms utan avrinningsområdet är högsta punkten. Vattendraget som avvattnar avrinningsområdet har biflödesordning 3, vilket innebär att vattnet flödar genom totalt 3 vattendrag innan det når havet efter 33 kilometer. Avrinningsområdet består mestadels av skog (53 %), öppen mark (10 %) och jordbruk (26 %). Avrinningsområdet har 0,47 kvadratkilometer vattenytor vilket ger det en sjöprocent på 2,4 %. Bebyggelsen i området täcker en yta av 1,53 kvadratkilometer eller 8 % av avrinningsområdet.